# Amsterdamsche Football Club Ajax 1993-1994
Questa voce raccoglie le informazioni riguardanti l'Amsterdamsche Football Club Ajax nelle competizioni ufficiali della stagione 1993-1994.

## Stagione
In questa stagione ritorna Frank Rijkaard, mentre vengono acquistati i nigeriani Finidi George e Nwankwo Kanu, inoltre Edwin van der Sar diventa definitivamente titolare.
Si inizia con la vittoria della prima Johan Cruijff Schaal, con un secco 4-0 sui rivali del Feyenoord. La squadra partecipa alla Coppa delle Coppe, nella quale elimina abbastanza semplicemente Hajduk Spalato e Beşiktaş, per poi venire eliminato dal Parma: 0-0 ad Amsterdam e sconfitta per 2-0 allo Stadio Ennio Tardini. Nella KNVB beker i Lancieri partono ancora dal terzo turno, dove sconfiggono per 8-3 l'Heerenveen, squadra già battuta nella finale dell'edizione precedente, ma escono in semifinale dopo aver incontrato il N.E.C.. In campionato arriva invece il ventiquattresimo titolo, con tre punti di vantaggio sul Feyenoord, e Jari Litmanen è capocannoniere.

## Organigramma societario
Fonte
Area direttiva
- Presidente:  Michael van Praag
- Direttore finanziario:  Arie van Os
- Addetto stampa:  David Endt

Area tecnica
- Allenatore:  Louis van Gaal
- Allenatore in seconda:  Bobby Haarms
- Collaboratore tecnico:  Gerard van der Lem
- Preparatore dei portieri:  Frans Hoek
- Responsabile atletico:  László Jámbor
- Preparatore atletico:  René Wormhoudt
- Fisioterapista:  Pim van Dord

## Rosa
Fonte
| N. |                        | Ruolo | Calciatore          |
| -- | ---------------------- | ----- | ------------------- |
|    | Paesi Bassi (bandiera) | P     | Stanley Menzo       |
|    | Paesi Bassi (bandiera) | P     | Peter van der Kwaak |
| 1  | Paesi Bassi (bandiera) | P     | Edwin van der Sar   |
| 3  | Paesi Bassi (bandiera) | D     | Danny Blind         |
| 5  | Paesi Bassi (bandiera) | D     | Frank de Boer       |
|    | Paesi Bassi (bandiera) | D     | Michel Kreek        |
|    | Paesi Bassi (bandiera) | D     | André Ooijer        |
| 4  | Paesi Bassi (bandiera) | D     | Frank Rijkaard      |
| 2  | Paesi Bassi (bandiera) | D     | Sonny Silooy        |
|    | Paesi Bassi (bandiera) | C     | Rob Alflen          |
|    | Paesi Bassi (bandiera) | C     | Dries Boussatta     |
|    | Paesi Bassi (bandiera) | C     | Edgar Davids        |
| 6  | Paesi Bassi (bandiera) | C     | Ronald de Boer      |

| N. |                        | Ruolo | Calciatore        |
| -- | ---------------------- | ----- | ----------------- |
|    | Paesi Bassi (bandiera) | C     | Tarik Oulida      |
|    | Danimarca (bandiera)   | C     | Dan Petersen      |
|    | Paesi Bassi (bandiera) | C     | Martijn Reuser    |
| 8  | Paesi Bassi (bandiera) | C     | Clarence Seedorf  |
|    | Paesi Bassi (bandiera) | C     | John van den Brom |
| 7  | Nigeria (bandiera)     | A     | Finidi George     |
|    | Nigeria (bandiera)     | A     | Nwankwo Kanu      |
| 10 | Finlandia (bandiera)   | A     | Jari Litmanen     |
| 11 | Paesi Bassi (bandiera) | A     | Marc Overmars     |
| 9  | Svezia (bandiera)      | A     | Stefan Pettersson |
|    | Paesi Bassi (bandiera) | A     | Ignacio Tuhuteru  |
|    | Paesi Bassi (bandiera) | A     | Peter van Vossen  |
|    | Paesi Bassi (bandiera) | A     | Donny Huijsen     |

## Statistiche

### Statistiche di squadra
| Competizione         | Punti | Totale | Totale | Totale | Totale | Totale | Totale |
| Competizione         | Punti | G      | V      | N      | P      | Gf     | Gs     |
| -------------------- | ----- | ------ | ------ | ------ | ------ | ------ | ------ |
| Eredivisie           | 54    | 34     | 26     | 2      | 6      | 86     | 26     |
| KNVB beker           | -     | 4      | 3      | 0      | 1      | 20     | 7      |
| Johan Cruijff Schaal | -     | 1      | 1      | 0      | 0      | 4      | 0      |
| Coppa delle Coppe    | -     | 6      | 3      | 1      | 2      | 12     | 4      |
| Totale               |       | 45     | 33     | 3      | 9      | 122    | 37     |

### Statistiche individuali
- Capocannoniere dell'Eredivisie
  - Jari Litmanen
- Calciatore olandese dell'anno
  - Jari Litmanen
- Talento dell'anno
  - Clarence Seedorf
- Gouden Schoen
  - Marc Overmars